# مانسانرا
مانسانرا (به اسپانیایی: Manzanera) یک شهرستان در اسپانیا است که در Gúdar-Javalambre واقع شده‌است.

## خصوصیات
مانسانرا ۱۶۸٫۶۶ کیلومترمربع مساحت و ۵۴۱ نفر جمعیت دارد.